# Список керівників держав 1623 року
Список керівників держав 1623 року — це перелік правителів країн світу 1623 року.
Список керівників держав 1622 року — 1623 рік — Список керівників держав 1624 року — Список керівників держав за роками

## Європа
- Англія
  - Король Англії — Яків I (1603—1625)
- Балканський півострів
  - Князь-єпископство Чорногорія — Руфим II (1593—1636)
- Балтія
  - Герцогство Курляндії і Семигалії — Фрідріх Кеттлер (1616—1642)
  - Шведська Естляндія — Пер Густафссон Банер (1622—1626)
  - Шведська Інгерманландія — Андерс Ерікссон Хастехуфвуд (1622—1626)
- Італія
  - Венеційська республіка — дож Антоніо Пріулі (1618—1623); Франческо Контаріні (1623—1624)
  - Гуастальське графство — Ферранте II Гонзага (1575—1630)
  - Мантуанське герцогство — герцог Фердинандо I Гонзага (1612—1626)
  - Мірандольське герцогство — Алессандро I Піко делла Мірандола (1602/1607-1637)
  - Герцогство Масси і Каррари — Альберіко I Чібо-Маласпіна (1553—1623); Карло I Чібо-Маласпіна (1623—1662)
  - Герцогство Модени і Реджо — Чезаре д'Есте (1597—1628)
  - Монферратське герцогство — Фердинандо I Гонзага (1612—1626)
  - Герцогство Парми та П'яченци — Одоардо Фарнезе (1622—1646)
  - Неаполітанське королівство — Філіп III (1621—1665)
  - Сардинське королівство — Філіп III (1621—1665)
  - Сицилійське королівство] — Філіпп IV Великий (1621—1665)
  - Сорське герцогство — Грегоріо I Бонкомпаньї (1612—1628)
  - Велике герцогство Тосканське — Фердинандо II Медічі (1621—1670)
  - Трентське князівство-єпископство — Карло Гауденціо Мадруццо (1600—1629)
  - Урбінське герцогство — Франческо Марія II делла Ровере (1574—1625)
- Кавказ
  - Абхазьке князівство — Сетеман Шарвашидзе (1620—1640)
  - Арагві (еріставство) (არაგვის საერისთავო) — Зураб I (1619—1629)
  - Кабарда — Куденек Камбулатов (1615—1624)
  - Картлі — Симон II (1619—1625)
  - Гурійське князівство — Мамія II Гурієлі (1600—1625)
  - Самцхе-Саатабаго — Манучар III Джакелі (1607—1625)
  - Кахетинське царство — Теймураз I (1605—1648)
  - Марагінське ханство — Ага Хан Могаддам (1610—1625)
  - Мегрельське князівство — Леван II Дадіані (1611—1657)
- Німеччина
  - Австрійське ерцгерцогство — Фердинанд II Габсбург (1621—1637)
  - Ангальтське князівство — Ангальт-Цербст (князівство) — Йоганн VI (1621—1667); Ангальт-Дессау — Йоганн Казимир (1618—1660); Ангальт-Кетен — Людвіг I (1603—1650); Ангальт-Бернбург — Христіан I (1603—1630); Ангальт-Плецкау — Август (1603—1653)
  - Ансбаське князівство — Йоахім Ернст (1603—1625)
  - Баварське герцогство — Максиміліан I Баварський (1597—1651)
  - Баден-Баденське маркграфство — Вільгельм (1600—1677)
  - Байройтське князівство — Крістіан (1603—1655)
  - Берзьке герцогство — Вольфганг Вільгельм (1614—1653)
  - Берхтесгаденське пробство — Фердинанд (1594—1650)
  - Бранденбурзьке маркграфство — курфюрст Георг-Вільгельм (1620—1640)
  - Брауншвейг-Люнебурзьке герцогство — Крістіан (1611—1633)
  - Брауншвейг-Вольфенбюттельське герцогство — Фрідріх Ульріх Брауншвейг-Люнебурзький (1613—1634)
  - Бріксенське князівство-єпископство — Карл Австрійський (1613—1624)
  - Вадуцьке графство — Каспер Маркус (1614—1638)
  - Вюртемберзьке герцогство — Йоганн Фрідріх (1608—1628)
  - Вюрцбурзьке князівство-єпископство — Філіп Адольф фон Еренберг (1622—1631)
  - Гессен-Гомбурзьке ландграфство — Фрідріх I (1622—1638)
  - Гессен-Дармштадтське ландграфство — Людвіг V (1596—1626)
  - Гессен-Кассельське ландграфство — Моріц (1592—1627)
  - Гільдесгаймське князівство-єпископство — Фердинанд (1612—1650)
  - Гогенцоллерн-Гехінген — Йоганн Георг Гогенцоллерн-Гехінген (1605—1623); Ейтель Фрідріх V Гогенцоллерн-Гехінген (1623—1661)
  - Гогенцоллерн-Зігмарінгенське князівство — Йоганн Гогенцоллерн-Зігмарінген (1606—1638)
  - Гогенцоллерн-Хайгерлоське князівство — Карл Гогенцоллерн-Хайгерлох (1620—1634)
  - Гольштейн-Піннеберг — Ернст (1601—1622); Йобст Герман (1622—1635)
  - Зальцбурзька архідієцезія — Парис фон Додрон (1618—1653)
  - Пфальц-Цвайбрюккен — Йоганн II (1604—1635)
  - Каммінське єпископство — Богуслав XIV (1622—1637)
  - Каринтійське герцогство — Фердинанд II (1590—1637)
  - Кельнське курфюрство — Фердинанд (1612—1650)
  - Кенігсегг (Königsegg) — барон Марквард IV (1622—1626)
  - Клебурзьке пфальцграфство — Йоганн Казимир (1604—1652)
  - Констанцьке князівство-єпископство — Якоб Фуггер (1604—1626)
  - Пфальцьке курфюрство (Курпфальц) — Фрідріх V (1610—1632)
  - Ліппе-Детмольд — Симон VII (1613—1627)
  - Любекське князівство-єпископство — Йоганн Фрідріх (1607—1634)
  - Майнцьке курфюрство Йоганн Швайкард фон Кронберг (1604—1626)
  - Марк (графство) — Георг-Вільгельм (1619—1640)
  - Мекленбург-Гюстров — Йоганн Альбрехт II Мекленбурзький (1610—1636)
  - Мекленбург-Шверінське герцогство — Адольф Фрідріх I Мекленбурзький (1592—1658)
  - Нассау-Зіген — Йоганн VII (1609—1623); Йоганн VIII (1623—1638)
  - Нассау-Саарбрюккен — граф Людвіг II (1602—1627)
  - Ольденбурзьке графство — Антон Гюнтер (1603—1667)
  - Прусське герцогство — Георг-Вільгельм (1620—1640)
  - Пфальц-Зульцбах — Август (1614—1632)
  - Рітберзьке графство — Йоганн III Остфрисландський (1618—1625)
  - Саксен-Айзенаське герцогство — Йоганн Ернст (1596—1638)
  - Саксен-Альтенбурзьке герцогство — Йоганн Філіп (1602—1639)
  - Саксен-Веймар — Вільгельм Саксен-Веймарський (1620—1662)
  - Саксен-Лауенбурзьке герцогство — Август (1619—1656)
  - Тірольське графство — Леопольд V (1619—1632)
  - Фельденцьке графство — Георг Густав (1592—1634)
  - Шварцбург-Рудольштадтське князівство — Карл Гюнтер I (1605—1630)
  - Штирійське герцогство — Фердинанд II (1590—1637)
- Піренейський півострів
  - Португальське королівство — король Філіпп IV Великий (1621—1640)
- Польща — Сигізмунд III Ваза (1587—1632)
  - Берутувське князівство — Генріх Вацлав Мюнстерберзький (1617—1639)
  - Бжезьке князівство — Йоганн Крістіан Бжезький (1602—1633)
  - Олесницьке князівство — Карл Фредерік Мюнстерберзький (1617—1647)
  - Легницьке князівство — Георг Рудольф Легницький (1612—1653)
  - Тешинське герцогство — Фрідріх Вільгельм Цешинський (1617—1625)
- Московське царство — Михайло I Федорович (1618—1645)
- Румунія; Молдова
  - Волоське князівство — господар Раду Міхня (1620—1623); Александру V Коконул (1623—1627)
  - Молдавське князівство — Стефан IX Томша (1621—1623); Раду Міхня (1623—1626)
  - Трансильванське князівство — Габор Бетлен (1613—1629)
- Скандинавія
  - король Данії — Кристіан IV (1588—1648)
  - Король Норвегії — Кристіан IV (1588—1648)
  - Швеція — Густав II Адольф (1611—1632)
    - Генерал-губернатор Фінляндії — Нільс Турессон Більке (1623—1631)
- Угорське князівство — король Фердинанд II Габсбург (1619—1637)
- Україна —
  - Кримське ханство — Джанібек Ґерай (1610—1623); Мехмед III Ґерай (1623—1628)
- Французьке королівство — Людовик XIII Справедливий (1610—1643)
  - Барське герцогство — Генріх II Добрий (1608—1624)
  - Голландське графство — Філіпп IV Великий (1621—1648)
  - Люксембурзьке герцогство — Філіпп IV Великий (1621—1665)
  - Льєзьке єпископство — Фердинанд (1612—1650)
  - Монбельярське графство — Людвіг Фрідріх (1617—1631)
  - Монако — князь Оноре II (1619—1662)
  - Оранське князівство — Моріц Оранський (1584—1625)
  - Савойське герцогство — Карл Еммануїл I (1580—1630)
- Богемське королівство (Чехія) — Фердинанд II Габсбург (1619—1637)
- Шотландія
  - Король Шотландії — Яків I (1567—1625)
- Святий Престол; Папська держава — Папа Римський — Григорій XV (1621—1623); Урбан VIII (1623—1644)
- Вселенський патріарх — Кирило Лукаріс (1620—1623); Григорій IV Константинопольський (1623); Кирило Лукаріс (1623—1633)

## Азія
- Близький Схід
  - Заїдська держава Ємену — Мухаммед аль-Муайяд бін аль-Мансур (1620—1644)
  - Османська імперія — Мустафа I (1622—1623); Мурад IV (1623—1640)
  - Шаріфат Мекки — Ідріс ібн Хасан (1603—1624)
- Персія; Середня Азія
  - Сефевідський Іран — Аббас I Великий (1587—1628)
    - Карабаське беклярбекство — Мухаммедкулі-хан (1616—1627)
- Індія і Шрі-Ланка
  - Аділ-шахи — Ібрагім Аділ-шах II (1580—1627)
  - Ахмеднагарський султанат — Бурхан Нізам-шах III (1610—1631)
  - Ахом — Сусенгфаа (1603—1641)
  - Віджаянагарська імперія — Рамадеварая Аравіду (1617—1632)
  - Гархвал (держава) — Медіні Шах (1614—1660)
  - Горкха (королівство) — Рам-шах (1609—1633)
  - Султанат Голконда — Мухаммад Кутб-шах (1612—1625)
  - Джайпур (князівство) — Джай Сінґх I (1621—1667)
  - Джайсалмер (князівство) — Бхім Сінгх (1578—1624)
  - Джодхпур (князівство) — Гадж Сінґх (1619—1638)
  - Імперія Великих Моголів — Джаханґір (1605—1627)
    - Бенгальська суба — Ібрагім-хан (1617—1624)
    - Берарська суба — Абд ар-Рахім-мірза (1616—1622); Султан Мухаммад Парвіз-мірза (1622? — 1626)

  - Канді (королівство) — Сенарат (1604—1635)
  - Майсур (князівство) — Чамараджа Водеяр VI (1617—1637)
  - Династія Малла — Лакшмі Нарасімха Малла (1619—1641)
  - Мевар (князівство) — Каран Сінґх II (1620—1628)
  - Мустанг (королівство) — Дондуб Дорджі (? — ?)
  - Губернатор Португальської Індії — Франціско до Гама (1622—1628)
- Індонезія; Південно-Східна Азія
  - Султанат Ачех — Іскандар Муда (1607—1636)
  - Аюттхая (королівство) — Сонгтам (1611—1628)
  - Банджармасін (султанат) — Мустейнбіллах (1595—1638)
  - Султанат Бантен — Абу аль-Мафахір Махмуд Абдулкадір (1596—1647)
  - Брунейська імперія — Абдул Джаліл Акбар (1598—1659)
  - Султанат Гова — Алауддін (1605—1639)
  - Джамбі (султанат) — Панембахан Кота Бару (1590—1630)
  - Султанат Джохор — Абдулла Маят-шах (1615—1623); Абдул Джаліл-шах III (1623—1677)
  - Дайв'єт — Мак Кінь Чунг (1593—1625)
  - Матарам (султанат) — Чакракусума Нгабдуррахман Агунг (1613—1645)
  - Ланна (держава) — Сі Сонгмуанг (1615—1631)
  - Лансанг — Потісарат II (1622—1627)
  - Пагаруюнг — Султан Пасамбахан (1616—1636)
  - Магінданао (султанат) — Мухаммад Діпатуат Кударат (1619—1671)
  - М'яу-У — Тхірі Тхудгамма (1622—1638)
  - Кедах (султанат) — Сулейман-шах II (1602—1626)
  - Нгуєн (тюа) — Нгуєн Фук Нгуєн (1613—1635)
  - Пандуранга — По Клаонг Ма Най (1622—1627)
  - Самбас (султанат) — Сепудак (1609—1632)
  - Саравак (султанат) — Султан Тенга (1599—1641)
  - Султанат Сулу — Мувалліл Вазі (1600—1640)
  - Таунгу — Анаукпетлун (1610—1628)
  - Тернатський султанат — султан Музаффар-шах I (1607—1627)
  - Тідорський султанат — Моле Маджиму (1599—1627)
- Кхмерська імперія — Четта II (1618—1627)
- Накхонситхаммарат (держава) — до 1629 імена невідомі
- Китай; Монголія
  - Тибет — десі (регент-володар) —Карма Тенкьон (1620—1642)
  - Династія Мін — Чжу Юцзяо (1620—1627)
  - Династія Північна Юань — Лігден-хан (1603—1634)
  - Династія Пізня Цзінь — Нурхаці (1616—1626)
- Окінава; Королівство Рюкю — Сьо Хо (1620—1640)
- Корея
  - Чосон — Кванхегун (1608—1623); Інджо (1623—1649)
- Середня Азія і Сибір
  - Бухарське ханство — Імамкулі-хан (1611—1642)
  - Дербен-Ойрат — Байбагас-батур (1600—1630)
  - Казахське ханство — Єсім-хан (1598—1628)
  - Велика Ногайська Орда — Канай (1622—1634)
  - Хівинське ханство — Ільбарсхан II (1622—1623); Ісфандіяр-хан I (1623—1643)
  - Яркендське ханство — Абд ал-Латиф-хан I (1618—1630)
- Японія — Імператор Ґо-Мідзуноо (1611—1629)

## Африка
- Аджаче — Дакодону (1620—1645)
- Алжирський еялет — Кадер-паша (1621—1626)
- Аллада (держава) — Кокпон (1620—?)
- Ауса (імамат) — Садік Сабрадін (1613—1632)
- Багірмі (королівство) — Умар (1608—1625)
- Бамум (держава) — мфон Нгапна (1590—1629)
- Баол (держава) — Тіє Н'Делла (1620—1665)
- Борну — Ібрагім III (1612/1618—1619/1625)
- Буганда — Секамаанья (1614—1634)
- Ваало — Т'яка Дааро Хот (1619—1628)
- Варсангалі (султанат) — гараад Алі (1612—1655)
- Марокканський султанат — Абдаллах II ібн аль-Мамун (1613—1623); Абд аль-Малік ібн Абдаллах (1623—1627)
- Віда (держава) — Кпассе (1620—1640)
- Волоф (держава) — Бірайма Пенда (1605—1649)
- Дарфурський султанат — Сулайман Солонг (1596—1637)
- Імператор Ефіопії — Сусеньйос I (1606—1632)
- Єгипетський еялет — Сілахдар Ібрагім-паша (1622—1623); Чештечі Алі-паша (1623)
- Королівство Імерина — Андріаджака (1612—1630)
- Кайор — Бірам Мбанга (1610—1640)
- Калабарі (держава) — Ігбесса (1620—1655)
- Касандже — Касандже ка Кулашінго (1620—1630)
- Койя (королівство) — Борея I (1610—1630)
- Королівство Конго — Педру II (1622—1524)
- Луба (імперія) — Ілунга ва Луефу (1600—1625)
- Мономотапа — мвене-мутапа Гаці Русере (1589—1623); Ньямбу Капарарідзе (1623—1629)
- Ндонго — Нгола Мбанді (1617—1624)
- Нрі — Езе Нрі Агу (між 1582 і 1677)
- Салум — Бірам Ндієме Кумба Ндіає (1614—1637)
- Сеннар (султанат) — Рабат I (1616—1644)
- Імперія Фута Торо — Самба Лааму (1610—1640)
- Португальська Західна Африка — Жоао Корейя де Соуза (1621—1623); Сімао де Маскареньяш (1623—1624)

## Південна Америка
- Віцекоролівство Перу — Дієго Фернандес де Кордоба (1622—1629)
- Генерал-капітанство Чилі — Педро Осорес де Ульоа (1621—1624)

## Північна Америка
- Іспанська Флорида — Хуан де Салінас (1618—1624)